# زدانوو (استان اشوی‌داشکسیه)
زدانوو (به لهستانی: Zdanów) یک منطقهٔ مسکونی در لهستان است که در گمینا اوبرازوو واقع شده‌است. زدانوو ۳۰۰ نفر جمعیت دارد.